# Omsingelingsslag van Heiligenbeil
De Omsingelingsslag van Heiligenbeil is het verhaal van het Duitse 4e Leger in Oost-Pruisen in de eerste drie maanden van 1945. Het Rode Leger begon op 13 januari 1945 met zijn Oost-Pruisenoffensief. Dit offensief had twee hoofdaanvalsrichtingen: via Insterburg naar Koningsbergen en via Mielau naar Elbing. Toen deze beide aanvalsspitsen bij resp. Koningsbergen en Elbing de Frisches Haff bereikten, was het 4e Leger omsingeld in de door de Duitsers Kessel van Heiligenbeil genoemde zak. Uiteindelijke resteerde eind maart 1945 een roemloze aftocht van de restanten van dit leger over het Frisches Haff.

## De aanval op Oost-Pruisen

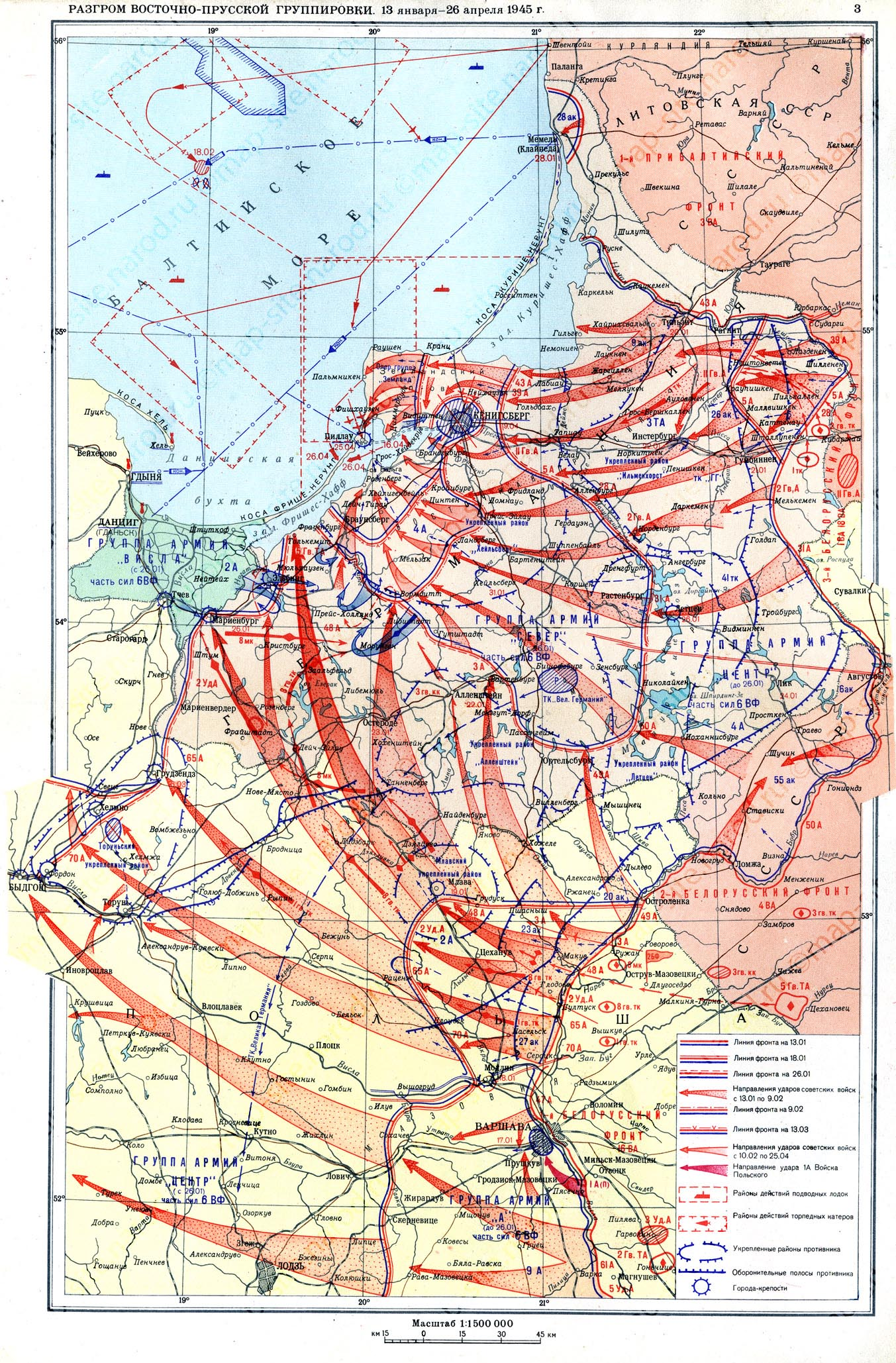
Overzicht van het Oost-Pruisen Offensief. De vorming van de Kessel van Heiligenbeil en Operatie Tarnkappe zijn duidelijk te zien.

Op 13 januari 1945 begon het Rode Leger zijn Oost-Pruisenoffensief. Het 3e Wit-Russische Front viel het 3e Pantserleger aan tussen het Kurisches Haff en Gumbinnen. Na een wat moeizame start kwam dit front dan toch op gang en rukte in westelijke richting op richting Koningsbergen. Op 29 januari werd bij Brandenburg (Frisches Haff) de kust bereikt en twee dagen later was Koningsbergen ook vanaf de noord- en westkant omsingeld. Intussen begon het 2e Wit-Russische Front op 14 januari zijn aanvallen met infanterielegers vanuit de Narew bruggenhoofden bij Różan en Serock. Nadat deze leger door de Duitse verdediging van het 2e Leger waren gebroken, werd op 17 januari het 5e Garde Tankleger in de bres geduwd en dit tankleger brak nu snel door. Al op 26 januari bereikte het 5e Garde Tankleger de kust van het Frisches Haff bij Elbing. Door deze twee offensieven was het 4e Leger daadwerkelijk omsingeld.

## DeKesselvormt zich
Het 4e Leger onder General der Infanterie Friedrich Hoßbach was eigenlijk tot 21 januari tussen Gołdap en Nowogród nauwelijks getroffen door het Russische winteroffensief. Alleen de divisies op de uiterste linkerflank moesten op 15 januari terugwijken. De Sovjets hadden hier ook slechts twee legers (het 31e en 50e Leger) tegenover het 4e Leger staan, die voornamelijk als taak hadden de Duitsers te binden. Door het oprukkende 5e Garde Tankleger was het 20e Legerkorps afgescheiden van het 2e Leger en op 19 januari onder bevel gekomen van het 4e Leger. De volgende dag, onder druk van de oprukkende Sovjets op de flanken, begon het 4e Leger zich los te maken uit zijn frontlinies aan de linkerflank en ontruimde de Łomża-boog. Pas in de avond van 21 januari gaf Adolf Hitler toestemming terug te gaan vallen op een stellingsgordel door het Mazurisch Merenplateau met Lötzen als centrale schakel. Ook was intussen op 22 januari het 26e Legerkorps (weggedreven van het 3e Pantserleger) onder bevel van het 4e Leger gekomen. Hevige sneeuwstormen tijdens deze terugtocht voorkwamen dat de Sovjettroepen deze konden hinderen. De nieuwe stelling werd dus gemakkelijk ingenomen. De centrale schakel Lötzen had echter een sterkte (de omliggende meren), die nu een zwakte werd; de meren waren bevroren en de Sovjets konden over het ijs omtrekkende bewegingen maken. Al op 26 januari viel de vesting Lötzen. De volgende stelling waarop nu teruggetrokken werd was de Heilsberg-stelling. Intussen liepen de voorbereidingen voor een uitbraak.

## Vluchtelingen
Begin januari 1945 telde Oost-Pruisen ongeveer 2,4 miljoen inwoners. Hoewel er verschillende plannen voor de ontruiming van de provincie bestonden, weigerde de Gauleiter Erich Koch de burgers te evacueren. Hij gebruikte hen om verdedigingswerken aan te leggen en volgens hem zouden de soldaten van de Wehrmacht beter vechten als hun familieleden zich dicht achter de frontlijn bevonden. Pas op 20 januari 1945 gaf Koch toestemming, maar het was reeds te laat om de evacuatie op een ordelijke manier te laten verlopen. De Duitse overheid kon de toestroom van burgers niet aan. De opmars van het Rode leger veroorzaakte paniek. De verhalen over moord, plundering en verkrachting deden de ronde. Duizenden vluchtelingen trokken onder barre weersomstandigheden te voet naar het westen. Sneeuw, wind en temperaturen ver onder het vriespunt, in combinatie met Sovjet luchtaanvallen zorgden voor vele doden. 
Na de vorming van de Kessel  van Heiligenbeil konden vluchtelingen via het dikke ijs op het Frisches Haff oversteken naar de Frische Nehrung of naar Pillau. Op 28 februari was het ijs op het Frisches Haff zo dun geworden, dat transport over het ijs niet meer mogelijk was. Alleen met schepen was transport van mensen en goederen nog mogelijk. Tegen deze tijd waren zo’n 450.000 vluchtelingen over het ijs Oost-Pruisen ontvlucht.

## Operatie Tarnkappe
Omdat de Duitse legerleiding rekening gehouden had met een mogelijk omsingelingsscenario zoals nu plaatsvond, was er ook een tegenzet bedacht. Dit plan, onder de naam Operatie Tarnkappe (mythologie: onzichtbaar makende kap van dwergen), behelsde een uitbraak in westelijke richting naar het bruggenhoofd van het 2e Leger bij Elbing. Hierdoor zou een corridor door het door de Sovjettroepen bezette gebied ter weerszijden van Preuβisch Holland ontstaan. Via deze corridor zou de bevolking geëvacueerd kunnen worden en zou het 4e Leger naar het westen kunnen ontsnappen.
Voor deze operatie werden aanvankelijk drie divisies aangewezen. Deze moesten zich uit de oostelijke frontlinie losmaken, een vertragend gevecht voeren tot aan de Mazurische Meren Stelling en daarna verplaatsen naar verzamelgebieden tussen Wormditt en Guttstadt. De drie divisies waren de 28e Jägerdivisie, de 131e en 170e Infanteriedivisies. Later zouden de 367e Infanteriedivisie en de 547e Volksgrenadierdivisie volgen als tweede aanvalsechelon, maar moesten al eerder voor andere acties ingezet worden en deden niet mee. De drie divisies moesten een geforceerde mars van 250 km in vijf dagen afleggen. Dit over verstopte wegen, zonder treinverbinding, met weinig voertuigen (door brandstofgebrek, dus meest te voet) en in zeer winterse omstandigheden. Twee legerkorpsstaven waren belast met de operatie:
- 6e Legerkorps (General der Infanterie Horst Großmann) met de 131e Infanteriedivisie (Oberst Nobiz) en de 170e Infanteriedivisie (Generalleutnant Siegfried Haß) vanuit het gebied Wormditt – Guttstadt
- 26e Legerkorps (General der Infanterie Gerhard Matzky) met de 28e Jägerdivisie (Generalmajor Ernst König), de Radfahr-Jäger-Brigade 10 (Oberstleutnant Joachim Briegleb) en drie Kampfgruppen van bataljonssterkte (Wagner, Wolff en Büscher) vanuit het gebied Wormditt

Eerste aanvalsdoel voor beide legerkorpsen was de omgeving van Preuβisch Holland. Aan pantservoertuigen stonden slechts 18 Sturmgeschützen uit de anti-tankeenheden van de drie divisies ter beschikking.
De operatie startte op 26 januari om 19.00 uur, bij volle maan en met een dik sneeuwdek en strenge vorst. De Sovjets, voornamelijk het 124e Fuselierkorps en delen van het 42e Fuselierkorps, werden volkomen verrast en moesten al snel terugwijken. De 131e Infanteriedivisie kon tot Liebstadt komen (± 18 km opgerukt). De 170e Infanteriedivisie kwam het verst en kon tot vlak voor Preuβisch Holland komen (± 35 km opgerukt). De divisie raakte echter een compleet regiment kwijt dat zonder munitie was komen zitten. De 28e Jägerdivisie kon goed oprukken en twee bataljons bereikten zelfs het bruggenhoofd Elbing, maar verloren contact met de divisie. Daarmee was de gevechtskracht van de 28e Jägerdivisie ernstig verzwakt. In de loop van de 27e januari herstelden de Sovjets zich. Het 5e Garde Tankleger keerde en ging in het tegenoffensief. De Duitse aanval kwam langzaam tot staan. Het 7e Pantserkorps kreeg de opdracht om de kwetsbare diepe zuidflank west van Allenstein te beschermen. Maar de Sovjet druk nam steeds verder toe. Nu miste het origineel bedachte tweede echelon. Op 29 januari kwam er eindelijk ook vanuit Elbing druk, maar dat was niet meer dan een gevechtsgroep, en die was dezelfde dag alweer terug. Ondertussen had Hitler besloten ook Hoβbach van zijn functie te ontheffen; hij werd op 30 januari vervangen door General der Infanterie Friedrich-Wilhelm Müller. Gelijktijdig kreeg het 4e Leger opdracht om zijn aanval in westelijke richting te beëindigen.
Op 30 januari ondernamen de Russen samenhangende tegenaanvallen vanuit westelijke en zuidelijke richting op de Duitse aanvalstroepen. De Duitse eenheden moesten zich hardnekkig verdedigen en konden hun posities ternauwernood handhaven. Nog één keer probeerde de 7e Pantserdivisie vanuit Elbing op te rukken, maar ook dat mislukte. Op 1 februari 1945 was Operatie Tarnkappe definitief mislukt. De volgende dagen werd het front stapsgewijze teruggenomen op de Heilsberg-Stelling. Daarmee was het 4e Leger definitief ingesloten. Wel lukte het Pantsergrenadierdivisie Großdeutschland om nog een smalle opening langs de kust naar Koningsbergen te bevechten bij Heide-Maulen, maar die kon alleen ’s nachts gebruikt worden.

## DeKesselwordt kleiner
Het 4e Leger beschikte ten tijde van de definitieve insluiting over zeven legerkorpsen met 24 divisies. En de sterkte van de meeste Sovjetdivisies bedroeg niet meer dan 2500-2700 man. De Sovjet legerleiding zag in dat er meer nodig was om het 4e Leger te vernietigen. Ook werden de Sovjettroepen gereorganiseerd. Het 2e Wit-Russische Front werd verantwoordelijk voor de aanvallen in Pommeren en West-Pruisen en het 3e Wit-Russische Front was daardoor volledig verantwoordelijk voor de operaties tegen het 4e Leger. In plaats van een groot offensief voerden de Sovjettroepen constant kleine aanvallen uit. Door deze voortdurende druk trokken de Duitser langzaam terug en de Sovjet veroverden steeds meer terrein. Frauenburg en Preußisch Eylau werden op 9 februari 1945 veroverd. Mehlsack op 17 februari en Zinten op 25 februari. Legergeneraal Ivan D. Tsjernjachovski werd op 18 februari 1945 bij Mehlsack gedood en vervangen door Maarschalk van de Sovjet-Unie Aleksandr M. Vasilevski. 

## Braunsberg-offensief

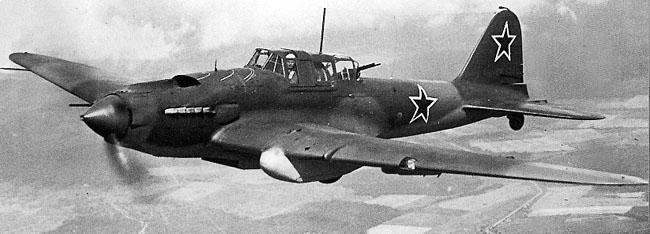
De Sovjets vielen genadeloos aan met hun luchtmacht, o.a. met de Iljoesjin Il-2 “Sjtoermovik”.

Tegen 13 maart 1945 was het bruggenhoofd flink kleiner geworden. Het front liep van Heide-Maulen, via Kobbelbude, westelijk van Zinten, Breitlinde tot de monding van de Bauda. Er waren nu nog vier Duitse legerkorpsen met 16 divisies over in dit gebied. Maarschalk Vasilevski stelde hier zeven legers tegenover met in totaal 53 divisies tegenover. De Duitse divisies waren versleten, maar de Sovjetdivisies waren intussen grotendeels opgevuld. 
Op die 13e maart 1945 opende het 3e Wit-Russische Front het offensief met een sterke artilleriebeschieting. In het zuiden moest de 131e Infanteriedivisie al op 14 maart Breitlinde opgeven en trok terug richting Heiligenbeil. De troepen van het 48e Leger (onder Luitenant-Generaal Nikolaj I. Goesev) rukten op en konden op 20 maart Braunsberg veroveren. In het noorden werd de verbinding naar Koningsbergen bij Heide-Maulen op 15 maart afgesneden door het 11e Gardeleger. De Frisching werd overgestoken in de nacht van 17/18 maart en daarmee werd de Kessel van het oosten opgerold. Het weer klaarde op vanaf 18 maart en daardoor konden de twee Sovjet luchtlegers intensieve bombardementen uitvoeren. Tegen 23 maart was het bruggenhoofd teruggebracht tot de lijn Wolittnick – Schirten - Preußisch Bahnau - Alt Passarge. Op 25 maart nam het 48e Leger in hevige gevechten Heiligenbeil in, nadat deze stad intensief met fosforbommen bestookt was. De haven van Rosenberg werd op 26 maart ingenomen. De resten van het 4e Leger, tezamen met vele vluchtelingen, werden nu in een smalle kuststrook van Natangen geduwd rond Balga en Kahlholz. De resten van de 170e Infanteriedivisie en 24e Pantserdivisie hielden de laatste perimeter bij Balga en de 28e Jägerdivisie en 562e Volksgrenadierdivisie bij Kahlholz. De Sovjet artillerie was in staat het gehele gebied te bestrijken. Het 28e Leger en het 2e Gardeleger voerden de laatste aanvallen uit. General Müller had zich al naar Pillau laten evacueren, maar hij verlangde wel dat het 4e Leger standhield.

## Evacuatie
Pas op 24 maart 1945 stemde Hitler eindelijk in met de evacuatie van de restanten van het 4e Leger over het Frisches Haff en op 25 en 26 maart gingen met behulp van een voorbereide veerdienst de resterende troepen naar de Frische Nehrung. Een verplaatsing in westelijke richting via Kahlberg naar Danzig of naar Pillau om daarna per schip naar Gotenhafen of westelijk Duitsland te varen was het volgende traject. Bijna alle materieel bleef achter. De veerdienst was georganiseerd door Oberst Ritter von Heigl en bestond uit 124 pontons (die samen 62 veerboten vormden), 52 stormboten, 15 motorboten, 250 vlotten en 8-10 Marinefährprähme, onder bevel van Fregattenkapitän Brauneis.
Op 29 maart 1945 om 06.30 uur verliet het laatste schip de kust bij Balga en Kahlholz, waar de 562e Volksgrenadierdivisie de laatste achterhoede vormde. In de laatste 12 dagen had Brauneis 60.286 gewonden, 10.169 soldaten, 4.838 burgers, 1 tank, 86 kanonnen, 303 vrachtwagens en 11.079 ton materiaal vervoerd.

## Gevolgen
In de Kessel waren in de twee maanden durende gevechten rond 80.000 Duitse soldaten gesneuveld of zwaar gewond en 50.000 man werden door de Sovjets gevangengenomen. Sovjetbronnen claimen 93.000 Duitsers te hebben gedood en 46.448 man gevangengenomen alleen al tijdens het Braunsberg-offensief.
In dezelfde tijd ging in West-Pruisen het gebied rond Gotenhafen en Danzig verloren aan het 2e Wit-Russische Front. De Sovjets konden zich nu op de inname van Koningsbergen concentreren.

## Slagorde

#### Rode Leger (status 1 maart 1945)

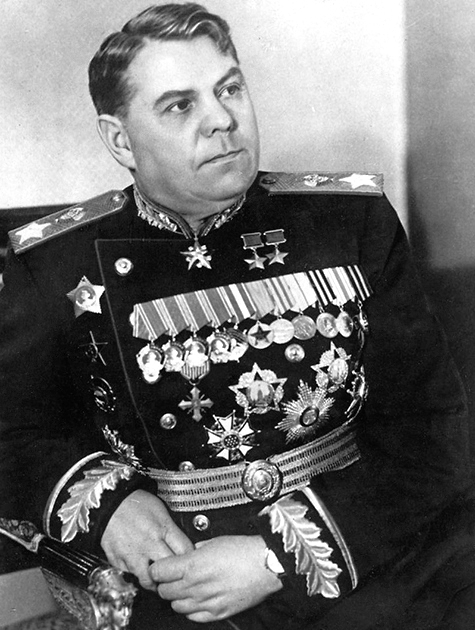
Aleksandr Vasilevski na 1945

- 3e Wit-Russische Front (Legergeneraal Ivan D. Tsjernjachovski tot 18 februari 1945, daarna Maarschalk van de Sovjet-Unie Aleksandr M. Vasilevski)
  - 31e Sovjetleger (Luitenant-Generaal Pjotr G. Sjafranov) 
    - 44e Fuselierkorps (62e, 174e en 220e Fuselierdivisies)
    - 71e Fuselierkorps (54e, 88e en 331e Fuselierdivisies)

  - 28e Sovjetleger (Luitenant-Generaal Alexandr A. Loechinski)
    - 3e Garde Fuselierkorps (50e, 54e en 96e Garde Fuselierdivisies)
    - 20e Fuselierkorps (48e en 55e Garde Fuselierdivisies, 20e Fuselierdivisie)
    - 128e Fuselierkorps (61e, 130e en 152e Fuselierdivisies)

  - 5e Sovjetleger (Kolonel-Generaal Nikolaj I. Krylov)
    - 36e Fuselierkorps (173e, 176e en 352e Fuselierdivisies)
    - 45e Fuselierkorps (157e, 159e en 184e Fuselierdivisies)
    - 65e Fuselierkorps (97e, 144e en 371e Fuselierdivisies)
    - 72e Fuselierkorps (63e, 215e en 277e Fuselierdivisies)

  - 48e Sovjetleger (Luitenant-Generaal Nikolaj I. Goesev)
    - 29e Fuselierkorps (73e, 102e en 217e Fuselierdivisies)
    - 42e Fuselierkorps (137e en 170e Fuselierdivisies)
    - 53e Fuselierkorps (17e, 96e en 399e Fuselierdivisies)

  - 3e Sovjetleger (Kolonel-General Aleksandr V. Gorbatov)
    - 35e Fuselierkorps (250e, 290e en 348e Fuselierdivisies)
    - 40e Fuselierkorps (5e, 129e en 169e Fuselierdivisies)
    - 41e Fuselierkorps (120e Garde Fuselierdivisie, 269e en 283e Fuselierdivisies)
    - 124e Fuselierkorps (51e, 208e en 216e Fuselierdivisies)

  - 2e Sovjet Gardeleger (Luitenant-Generaal Porfiri G. Chantsjibadze)
    - 11e Garde Fuselierkorps (2e, 3e en 32e Garde Fuselierdivisies)
    - 60e Fuselierkorps (154e, 251e en 334e Fuselierdivisies)

  - 1e Luchtleger (Kolonel-Generaal van de luchtmacht Timofej T. Chrjoekin)
  - 3e Luchtleger (Kolonel-Generaal Nikolaj F. Papivin)
- Samland Groep van Strijdkrachten (Legergeneraal Ivan C. Bagramjan)
  - 11e Sovjet Gardeleger Koezma N. Galitski)
    - 8e Garde Fuselierkorps (5e, 26e en 83e Garde Fuselierdivisies)
    - 16e Garde Fuselierkorps (1e, 11e en 31e Garde Fuselierdivisies)
    - 36e Garde Fuselierkorps (16e, 18e en 84e Garde Fuselierdivisies)

#### Duitse Wehrmacht (status 13 maart 1945)

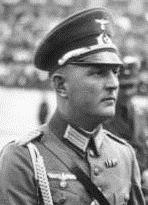
Friedrich Hossbach, hier als Major in 1934

- 4e Leger (General der Infanterie Friedrich Hoßbach, vanaf 30 januari 1945 General der Infanterie Friedrich-Wilhelm Müller)
  - 6e Legerkorps (General der Infanterie Horst Großmann)
    - 349e Volksgrenadierdivisie (Generalmajor Karl Koetz)
    - 24e Pantserdivisie (Generalmajor Gustav Adolf von Nostitz-Wallwitz en Major i.G. Rudolf von Knebel Doeberitz)
    - 14e Infanteriedivisie (Generalleutnant Erich Schneider)
    - 28e Jägerdivisie (Generalmajor Ernst König)

  - 20e Legerkorps (General der Artillerie Rudolf Freiherr von Roman)
    - 102e Infanteriedivisie (Generalleutnant Werner von Bercken)
    - 131e Infanteriedivisie (Oberst Nobiz)
    - 61e Volksgrenadierdivisie (Generalleutnant Rudolf Sperl)
    - 21e Infanteriedivisie (Generalmajor Heinrich Götz)
    - 292e Infanteriedivisie (Generalmajor Rudolf Reichert)

  - 41e Pantserkorps (General der Artillerie Helmuth Weidling)
    - Divisionsstab z.b.V. 605 (Generalleutnant Eduard Hauser)
    - 170e Infanteriedivisie (Generalleutnant Siegfried Haß)
    - Reserve: 547e Volksgrenadierdivisie (tot 8 februari 1945 Generalmajor Ernst Meiners, daarna SS-Standartenführer Hans Kempin)
    - 56e Infanteriedivisie (Generalmajor Edmund Blaurock)

  - Parachutisten-Pantserkorps Hermann Göring (Generalmajor, vanaf 30 januari 1945 Generalleutnant Wilhelm Schmalz)
    - 562e Volksgrenadierdivisie (Oberst Helmuth Hufenbach)
    - 50e Infanteriedivisie (Generalmajor Georg Haus)
    - Parachutisten-Pantserdivisie 2 Hermann Göring (Oberst Söth)
    - Pantsergrenadierdivisie Großdeutschland (Generalmajor Karl Lorenz)